# Пригородный посёлок Мальхов
Пригородный посёлок Ма́льхов (нем. Stadtrandsiedlung Malchow) — район Берлина в северо-восточном административном округе Панков. Внутри округа пригородный посёлок Мальхов граничит с районами Вайсензе, Хайнерсдорф, Бланкенбург и Каров. Кроме того, он имеет границу с административным округом Лихтенберг и с землей Бранденбург.

## Достопримечательности

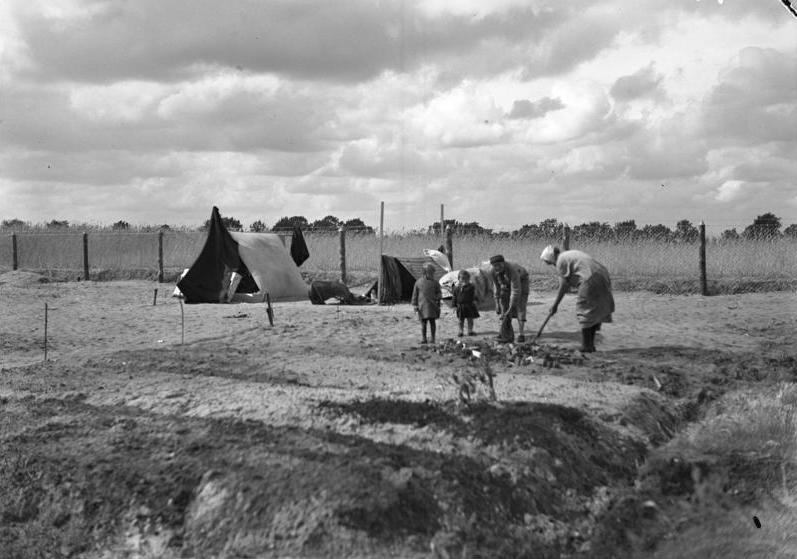
Полевые работы. Фотоархив, 1930 год

Пригородный посёлок Мальхов не надо путать с одноимённым районом Мальхов, который после административной реформы 2001 года вошел в состав соседнего округа Лихтенберг. По плотности населения на один км² посёлок Мальхов среди 97 районов Берлина стоит на предпоследнем месте — 205 жителей на один км², опережая только Бланкенфельде, где проживает 114 жителей на площади в один км².
Посёлок Мальхов был построен с 1936 по 1939 годы на месте бывших полей орошения, предназначавшихся для очистки сточных вод.

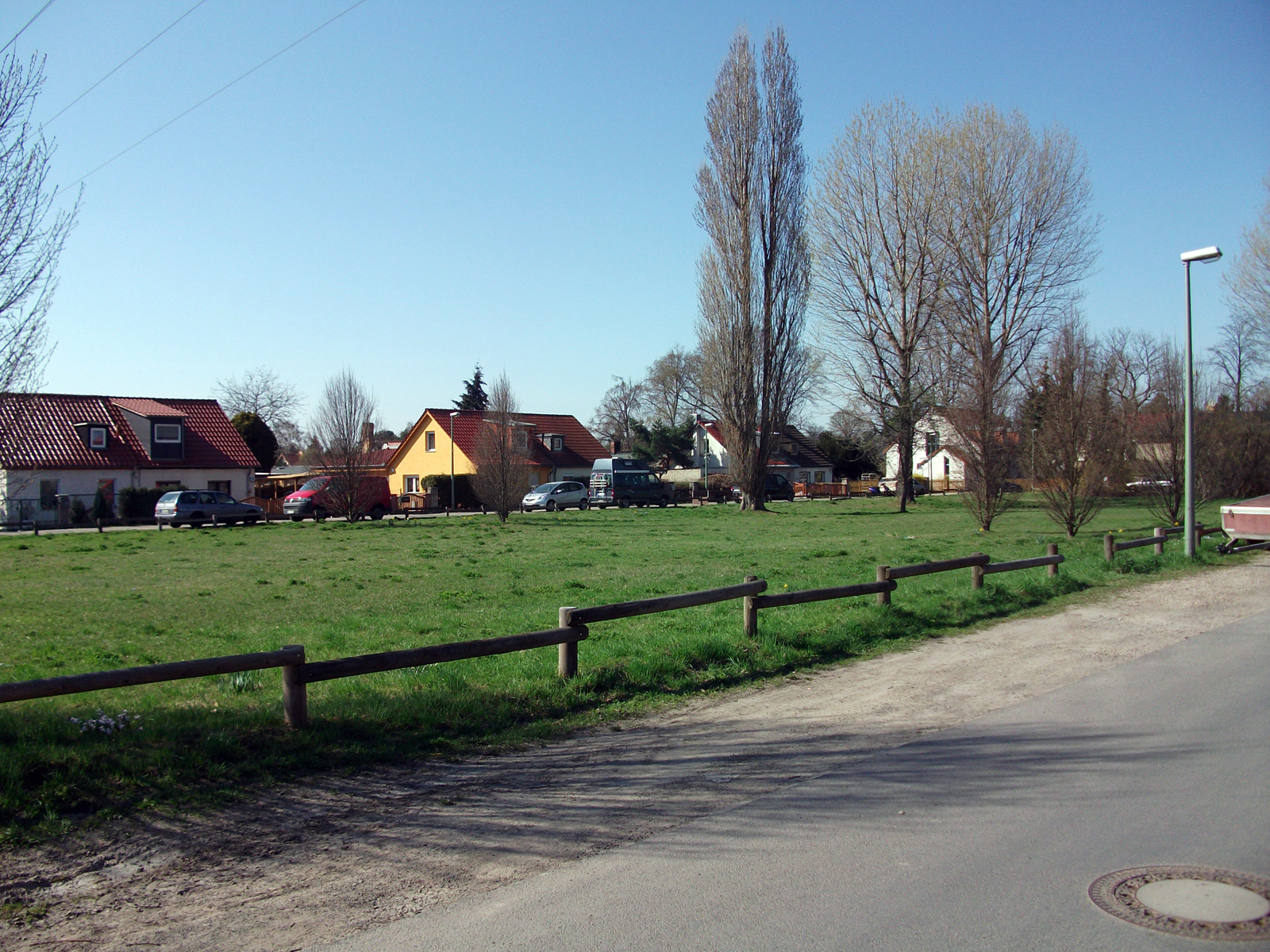
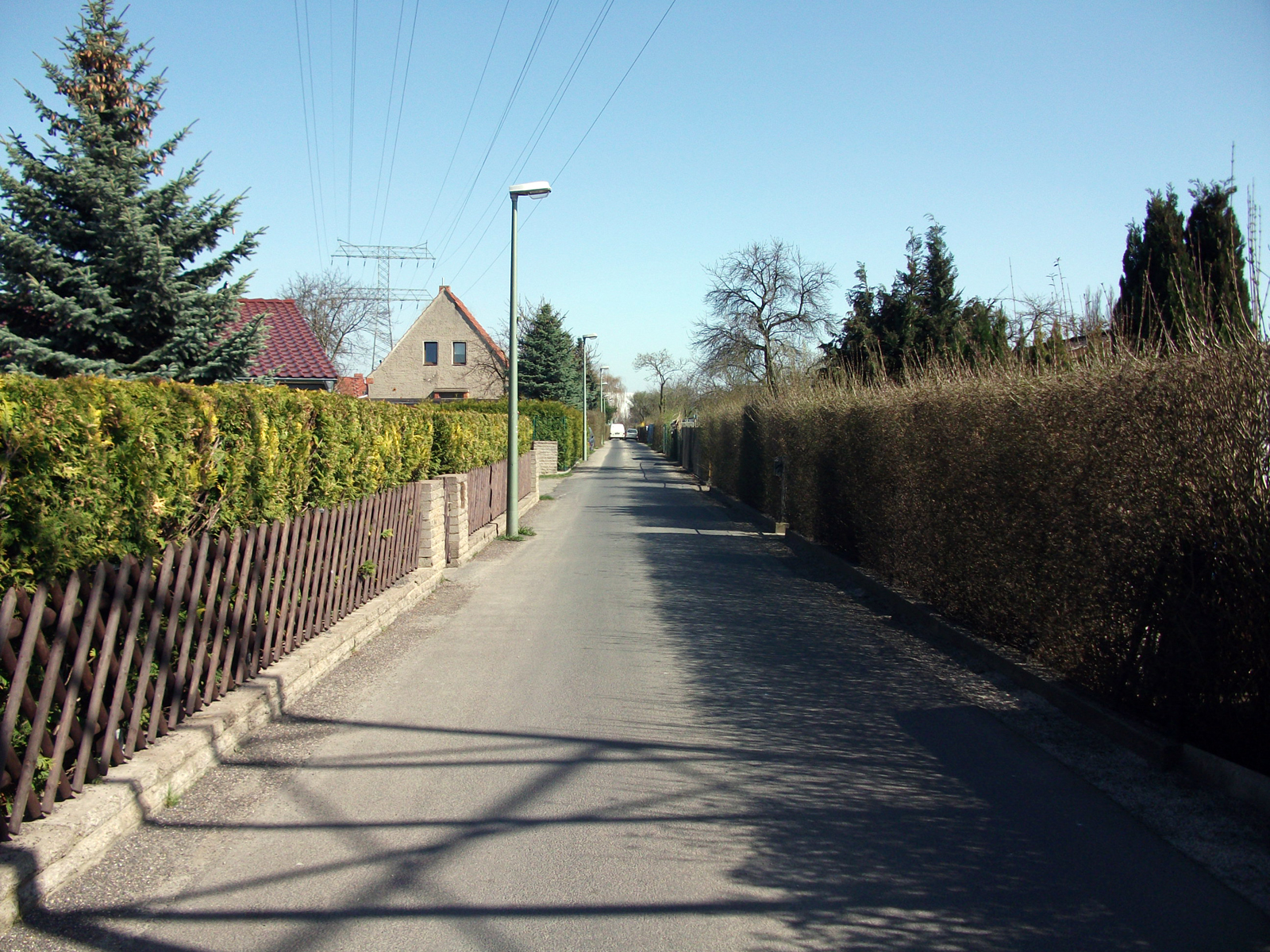
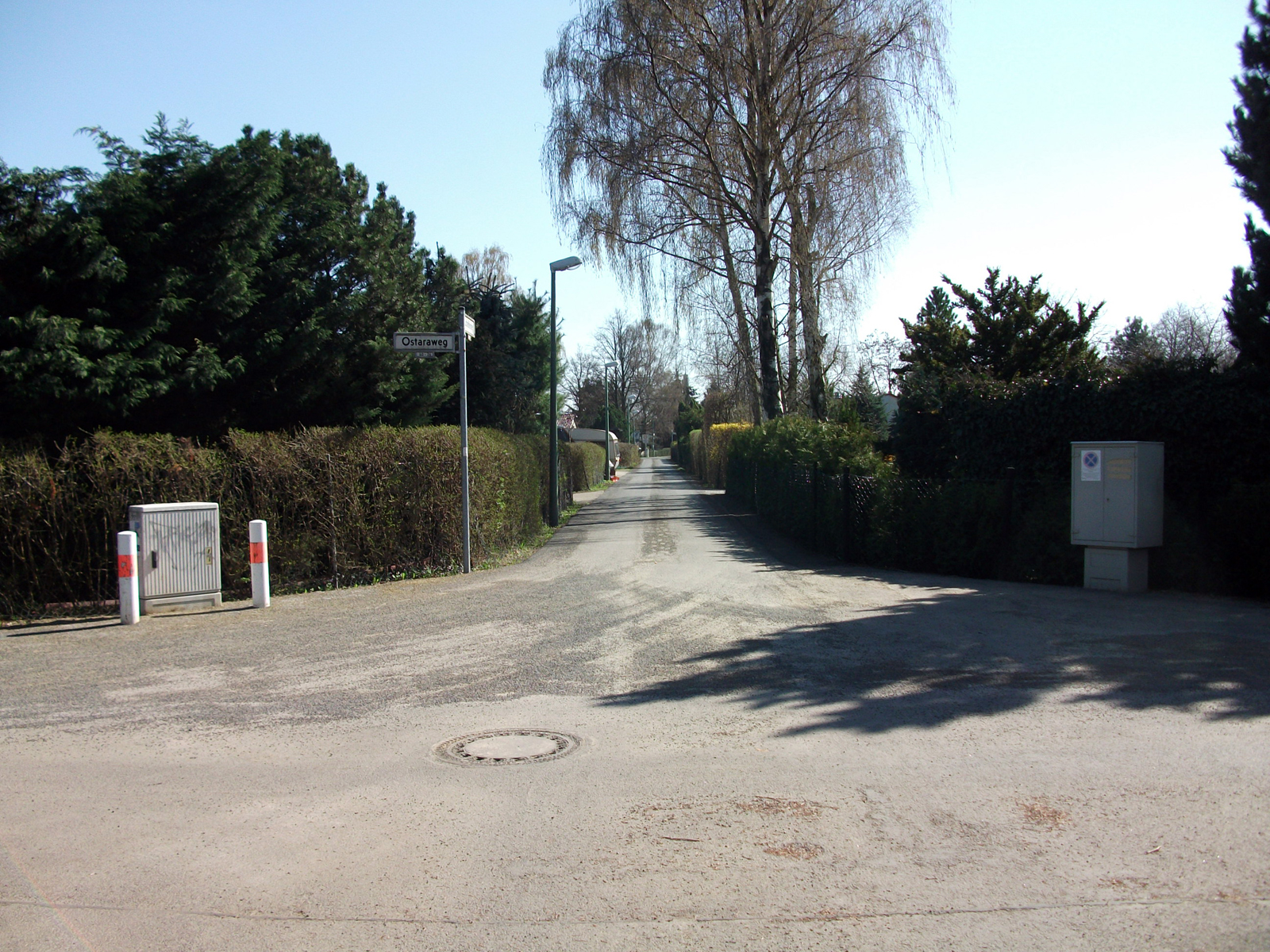

В посёлке Мальхов улицы микрорайона «Сказочная земля» (нем. Märchenland) названы именами различных персонажей сказок и легенд, например: Белоснежка (нем. Schneewittchen), Красная Шапочка (нем. Rotkäppchen), Спящая красавица (нем. Dornröschen), а также именами писателей сказочников — братьев Гримм, Ханса Кристиана Андерсена.
Парк «Новые луга» (нем. Neue Wiesen) на северной окраине посёлка Мальхов входит составной частью в обширный «Заповедник Барним» (нем. Naturpark Barnim), раскинувшийся на территории двух соседних земель Берлина и Бранденбурга.
На участке южнее внешнего берлинского железнодорожного кольца в посёлке Мальхов с 2005 года оборудованы площадки для игры в гольф.

## Транспорт
Жители района пользуются в основном персональным автотранспортом.
В посёлке Мальхов проходят автобусные маршруты — 154, 155, 159, 255 и 259.